# Cognom
El cognom o llinatge és el nom oficial que segueix el prenom. També s'anomena nom de família, perquè no es tria, sinó que en els països en els quals se'n fa servir un, que són la major part, el dona aquell que la família del pare porta.
Segons la cultura, el cognom es pot col·locar abans del nom de la persona o després. El nombre de cognoms donats a una persona també varia: en la majoria dels casos és només un, però hi ha països en què se'n fan servir dos i l'ordre és marcat per la tradició. Per exemple, en els catalanòfons (Catalunya, Andorra, País Valencià, Illes Balears) i els hispanòfons (Castella, diversos estats d'Hispanoamèrica), el primer és el de la família del pare, mentre que en els lusòfons (Portugal, Brasil, etc.) el primer és el de la família de la mare. Tanmateix, en tots tres casos, el cognom que s'heretava és el del pare (actualment varia segons la legislació del país). Depenent de la cultura, no tots els membres d'una unitat familiar han de tenir cognoms idèntics. En alguns països, els cognoms es modifiquen segons el gènere i l'estatus de pertinença familiar d'una persona. Els cognoms compostos poden estar compostos per noms separats.

Cognoms més comuns de Catalunya l'any 2022 per comarques.
Garcia
Suñé
Masip
Sans
Serra
Vila
Sanchez
Rodríguez

Avui dia, no hi ha cognoms d'home o de dona diferenciats, però antigament se solien masculinitzar o feminitzar: per exemple, la dona o la filla d'un ferrer era anomenada Ferrera o la d'un mir, Mira; de la mateixa manera, els cognoms Barcelona, Girona, Tarragona o Tàrrega (originats a partir del nom d'aquestes ciutats) tendien a masculinitzar-se en Barceló, Giró, Tarragó i Tàrrec, quan s'aplicaven a un home. Això encara es fa avui dia, algunes vegades, de forma no oficial.

## Legislació espanyola
A Espanya, el registre dels cognoms es fa quan s'inscriu una persona al Registre Civil. La legislació espanyola actual limita a dos el nombre de noms simples al registre i l'inscrit ha de tenir com a primer i segon cognom el primer dels dels pares. La tradició era que el primer fos el del pare, i el segon del de la mare, però d'ençà de 1999, la legislació espanyola permet canviar l'ordre dels cognoms, la qual cosa permet que els fills puguin dur com a primer cognom el de la mare (abans això sols es feia si no hi havia pare legal), i és el que hereten els fills. Aquest ordre ha de ser el mateix per a tots els fills. També posà la possibilitat d'afegir o treure dels cognoms el prefix 'de'. Les parelles del mateix gènere amb la llei 13/2005 en el cas d'adoptar han de triar l'ordre de cognoms del fill. Des del 2017, però, el cognom d'un nounat sempre ha de ser acordat entre els progenitors (en cas de no haver-hi acord, el decideix el funcionari) i no pot ser el del pare el primer per defecte.
Addicionalment, la legislació espanyola permet unir dos cognoms per formar-ne un de compost, pràctica comuna quan el segon cognom (el que prové de la mare) no és corrent i hom no vol que es perdi. Així doncs, en unir els dos cognoms (generalment amb un guionet), s'assegura que no es perdrà quan s'intercali amb altres cognoms en generacions posteriors.

## Origen dels cognoms

### Cognoms patronímics
És el tipus de cognom més antic i comú en el món. L'origen pot ser un nom com "Ferran", un patronímic com "Llopis", un matronímic o un nom d'un clan com "O'Brien".
Als països de parla catalana són relativament freqüents els cognoms derivats del nom del pare mitjançant la terminació -is. No se'n sap l'origen exacte, tot i que hi ha diverses teories. Alguns investigadors han atribuït la terminació a una supervivència del genitiu llatí -is amb valor de possessiu o pertinença. És a dir; equivaldria a la preposició «de», sobreentès com a «fill de». D'altres apunten que té un origen preromà, probablement del visigot i el genitiu gòtic. Llopis és literalment '[fill] de Llop'. Cfr. Fernandez/Fernandes (gall.-port.), Hernández (cast.), Ferrandis (cat.); Vásquez/Vasques, Velázquez, Blasquiz (arag.).
Aquesta forma derivativa és usual en cognoms de diverses llengües, com per exemple, l'anglès empra la desinència -son (Johnson, fill de John), en alemany és -sohn (Mendelsohn o Mendelssohn, fill de Mendel), en castellà -ez (Sánchez, fill de Sancho), en danès -sen (Andersen, fill d'Ander), en rus -ov (Kaspàrov, fill de Kaspar). D'altres llengües, fan servir prefixos de forma anàloga: en escocès Mac (escrit Mac en gaèlic escocès Mc en anglès, amb la c minúscula) (McArthur o MacArthur, fill d'Arthur), irlandès Ó  (escrit O' en anglès com O'Donnell, net de Donnell), aquests dos últims són d'una llengua amb el mateix origen, però es va donar més ús de Mac a Escòcia i Ó a Irlanda; és acceptable en els dos països els dos tipus de cognoms.

### Cognoms toponímics
Deriven del nom del lloc on vivia, procedia o posseïa terres la persona o família associats al cognom. Molts es feien afegint directament el topònim al nom o bé hi afegien entremig la preposició de (Montsorís, Empúries, de Montcada...), agafant designacions del paisatge (Puig, Costa, Pujol, Serra...), de lloc de procedència (Anglès, Navarro, València, Alemany, Tona, Manlleu, Ripoll…).

### Cognoms de càrrecs o oficis
Són aquells que deriven de l'ofici o la professió que exercia la persona o família associada al cognom. Per exemple: Ferrer (Farré, Ferré...), Fuster, Moliner, Sabater, Teixidor (Teixidó), Oller, etc.

### Cognoms adquirits
Històricament, els nens nascuts de pares solters o de pares extremadament pobres eren abandonats en un lloc públic o anònimament en un orfenat. Aquests nens abandonats podien ser reclamats i nomenats per figures religioses, líders de la comunitat o pares adoptius. Alguns d'aquests nens rebien cognoms que reflectien la seva condició com "Deulofeu" ('Déu el va fer'), "Donadeu" ('Do de déu') o "Trobat".
També podien tenir origen en malnoms.

## Els cognoms catalans

### Història
Amb la caiguda de l'Imperi romà i la desaparició dels censos municipals, va desaparèixer el nom múltiple d'origen romà i s'utilitzava generalment un nom únic, segons el costum germànic. A partir dels segles x i xi, apareixen una sèrie de sobrenoms que complementen el prenom, amb fórmules en llatí com alio nomine o cognomento (Wifredus cognomento Pilosus), recuperant el sentit original del cognomen romà, i que donarà origen al mot cognom. En l'àmbit jurídic, s'identificava les persones per la filiació materna, però la pràctica més corrent era afegir el nom patern en genitiu o amb la preposició de, a imitació del costum àrab. A partir de Ramon Borrell (Ramon fill de Borrell), els comtes catalans van adoptar el nom patern en nominatiu, fórmula que va ser imitada de seguida.
A partir del segle xi, la noblesa va començar a acompanyar el nom personal amb el topònim de les seves possessions territorials, amb la preposició de o bé en forma adjectivada. Les classes inferiors van imitar la fórmula amb topònims genèrics (Vall, Coma...) o topònims menors de vila, masia o país de procedència. Però la majoria de famílies no vinculades a un feu van continuar usant el nom del pare en nominatiu, o bé una qualitat, ofici o origen, perdurant així alguns cognoms d'origen germànic.
Al segle xiii, es va estendre al País Valencià, per influència de la forma aragonesa, la utilització de la desinència -is o -es (Ferrandis, fill de Ferran).
A partir del segle xiv, els cognoms es fixen per famílies i donen lloc als llinatges. Amb el concili de la província Tarraconense del 1555, s'estableix l'obligació parroquial de portar els llibres de baptismes i defuncions, i es fixa la grafia dels cognoms.
La regla de successió del mateix cognom patern no era seguida de manera estricta, sovint per qüestions d'herència. La dona adoptava el cognom del marit, però una pubilla podia imposar el seu cognom al marit i als fills. En cas d'unió d'un hereu i una pubilla, es podien unir els dos cognoms en un de nou (Camp-Pedrós). En els segles xvi a xviii, existeix una tendència per part de les dones d'adoptar el cognom amb desinència femenina (Cantona, muller de Cantó), costum que s'ha mantingut popularment a Mallorca (na Jordana, muller d'en Jordà). En altres ocasions, fins a principi del segle xix, la dona podia adoptar dos cognoms: el del marit i el patern (Anna Valls i Prat, muller de Valls i filla de Prat). Actualment, ha perdurat aquest costum però anteposant el cognom patern al cognom del marit precedit per la preposició de (Anna Prat de Valls, muller de Valls i filla de Prat).
Fins al segle xix, era norma general utilitzar només un cognom, de vegades amb modificadors per ajudar a la distinció (Major, Menor, malnom, nom de casa o topònims). Amb la incorporació de la Catalunya del Nord a l'estat francès, s'ha seguit la norma general a Europa d'un sol cognom patern, més proper al sistema clàssic català, i aplicada també a Catalunya durant l'administració francesa. Amb la llei del registre civil del 1870, s'imposa a Espanya el doble cognom, patern i matern. Aquesta fórmula d'emprar els llinatges dels dos progenitors té el seu origen en la noblesa castellana, imitada per la noblesa catalana. S'unien els dos cognoms amb la conjunció y, substituïda per i amb la reforma ortogràfica del 1913.

### Conjuncióientre cognoms
Pel que fa a l'ús de la conjunció i entre els dos cognoms, hi ha gent que l'utilitza per desmarcar-se del castellà creient que és un costum típicament català. Però sembla que aquesta tradició en un principi era castellana i que després es va incorporar al català. Un dels detractors més aferrissats en contra de l'ús de la conjunció i en català entre cognoms, era l'expert en onomàstica Enric Moreu-Rey, qui deia que la inclusió de la conjunció copulativa entre els dos cognoms, no sols no era un signe característic de la llengua catalana, sinó que era una influència del castellà. Enric Moreu-Rey també destacava el fet que, fins al segle xix, la tendència més habitual en l'àmbit català era fer servir un únic cognom. En el seu llibre pòstum, escrivia: «Contra tota evidència, sense cap fonament, hom ha pretès que el fet de relligar amb conjunció el cognom patern amb el matern (Josep Puig i Cadafalch, Jordi Pujol i Soley) era una tradició típicament catalana». En aquest mateix sentit, un treball de l'historiador Marcelo Capdeferro també indica que l'ús de la i entre cognoms és un costum castellà.